# بيتر ستروجان
بيتر ستروجان (بالإنجليزية: Peter Straughan)‏ كاتب مسرحي ومؤلف سينمائي بريطاني ولد في 1968 بشمال شرق انجلترا، ولقد نجح بيتر في تقديم قصص مختلفة ومتميزة. وكان من ضمن طموحاته ان يصبح موسيقي حيث تمكن العزف على الجيتار برفقة إحدى الفرق الموسيقية. وقد سجل جولة مع تلك الفرقة لمدة أربع سنوات تقريبا في أواخر الثمانينات قبل أن يقرر استكمال تعليمه في جامعة نيوكاسل. وشارك في كتابة فيلم رؤائي طويل عام 2006.

## الجوائز والترشيحات
| قائمة الجوائز والترشيحات | قائمة الجوائز والترشيحات            | قائمة الجوائز والترشيحات | قائمة الجوائز والترشيحات | قائمة الجوائز والترشيحات | قائمة الجوائز والترشيحات |
| السنة                    | المهرجان                            | الجائزة                  | الفيلم                   | النتجة                   | مرجع                     |
| ------------------------ | ----------------------------------- | ------------------------ | ------------------------ | ------------------------ | ------------------------ |
| 2025                     | جوائز الأكاديمية البريطانية للأفلام | أفضل سيناريو مقتبس       | المجمع المغلق            | فوز                      | [ 3 ]                    |

## وصلات خارجية
- بيتر ستروجان على موقع IMDb (الإنجليزية)
- بيتر ستروجان على موقع ألو سيني (الفرنسية)
- بيتر ستروجان على موقع أول موفي (الإنجليزية)
- بيتر ستروجان على موقع قاعدة بيانات الأفلام السويدية (السويدية)
- بيتر ستروجان على موقع قاعدة بيانات الفيلم (الإنجليزية)
- بيتر ستروجان على موقع كينوبويسك (الروسية)